# Juanito Eijk
Juanito Romero Eijk (Paramaribo, 25 augustus 1969) is een Surinaams oud-journalist, televisiepresentator en politiek bestuurder.

## Biografie
Juanito Eijk was journalist en won in 2008 en 2009 de eerste Surinaamse VSH Journalistenprijzen. Verder was hij jarenlang presentator van het opbelprogramma The Goodmorningshow op Pertjajah TV, in beide gevallen heel verdienstelijk volgens toenmalig Parbode-recensent Armand Snijders. Sinds 2013 was hij eindredacteur voor de online krant van de politieke partij Pertjajah Luhur (PL). Voor deze partij is hij sinds 2010 actief en behoort hij in de jaren 2020 tot de top als secretaris van de partijraad.
Vanaf 2020 was hij onderdirecteur administratieve diensten op het ministerie van Binnenlandse Zaken van Suriname. Hij werd in april 2025 door minister Delano Landvreugd (ABOP) om onduidelijke reden ontheven uit zijn functie.
Hij kandideerde voor de verkiezingen van 2020 als lijstduwer van Paramaribo namens de PL. Tijdens de verkiezingen van 2025 stond hij op nummer 30 van de lijst van de PL.